# Kurt Olssons television
Kurt Olssons television är en humorserie som hade premiär på TV2 den 5 september 1987 och visades i fem avsnitt.

## Handling
Serien handlar om den självgode och excentriske besserwissern Kurt Olsson och hans vän Arne Nyström (oftast endast kallad Arne) som tillsammans med Damorkestern försöker göra ett TV-program tillsammans, trots att de inte kan ett dugg om TV. Ambitionen är betydligt större än förmågan, men ett program blir det i vilket fall som helst.

## Om serien
Kurt Olsson spelas av Lasse Brandeby och Arne av Hans Wiktorsson. Serien blev mycket populär och blev Lasse Brandebys stora genombrott för en bredare publik. Figuren Kurt Olsson skapades redan 1979 för Radio Sjuhärad.
Serien visades ursprungligen sent på kvällen, först efter klockan 23.00 och fick inget större genomslag. En reprissändning på bättre sändningstid under följande julhelg sågs däremot av fler.
En uppföljare, Kurt Olssons sommartelevision, sändes 1989. Båda gavs i november 2011 ut på DVD i en samlingsutgåva kallad "Kurt Olssons televison & sommartelevison". Kurt Olsson gjorde även en julkalender i SVT år 1990, samt serien "Fådda blommor".

## Rollista i urval
- Lars Brandeby - Kurt Olsson
- Hans Wiktorsson - Arne Nyström
- Anki Rahlskog - Gudrun
- Unni Brandeby
- Damorkestern